# Синкинсон, Бретт
Бретт Дэвид Синкинсон (англ. Brett David Sinkinson, родился 30 декабря 1971 года в Роторуа) — новозеландский и валлийский регбист, игравший на позиции фланкера.

## Биография

### Клубная карьера
Выступал за регбийную команду средней школы Уакатане, в 1990-е годы уехал играть в Уэльс. Был известен благодаря своей мобильности и единоборствам. Карьеру завершил, будучи игроком валлийского клуба «Нит».

### Карьера в сборной
6 марта 1999 года Синкинсон дебютировал за сборную Уэльса в матче против Франции, последнюю игру провёл 2 марта 2002 года против Италии. В 20 играх набрал 5 очков за счёт попытки, занесённой в одной из игр против Аргентины 5 июня 1999 года.
Из-за фальсификации данных о валлийских родственниках Синкинсон был отстранён от выступлений за сборную Уэльса, пока не прошёл натурализацию и не получил спортивное гражданство Уэльса.

### Семья
Бретт проживает в родном городе Роторуа со своей женой Трэйси и двумя детьми.
В 1999 году Синкинсон заявил, что его дедушка Сидней Синкинсон родился в валлийском городе Кармартен, поэтому на основании соответствующего регбийного правила Бретт имел право играть за сборную Уэльса. Однако в 2000 году разразился скандал: ряд валлийских игроков, в том числе и Синкинсон, дали заведомо ложные данные о своих родственниках — оказалось, что Сидней Синкинсон родился в английском Олдхэме, и его внук тем самым не имел права играть за сборную.